# 산업로 (구미시)
산업로(Saneop-ro)는 대한민국의 경상북도 구미시 원평동 중심부를 연결하는 도로이다.

## 노선 경로
- 제2구미교네거리 - 구미중앙로
- 원평교(금오천)
- KBS네거리 - 구미중앙로

## 주요 건물 및 시설
- 스피드메이트 원펑점 (산업로 112/원평동 189-8)
- 원평 119 안전센터 (산업로 174/원평동 964-56)
- 이마트24 구미산업로점 (산업로 206/원평동 1034-23)
- KG모빌리티 구미전시장 (산업로 260/원평동 1053-2)
- NH농협 구미농협 파머스마켓 (산업로 310/원평동 1076)